# Чинте Тезино
Чѝнте Тезино̀но (на италиански: Cinte Tesino, на местен диалект: Sinte, Синте) е село и община в Северна Италия, автономна провинция Тренто, автономен регион Трентино-Южен Тирол. Разположено е на 851 m надморска височина. Населението на общината е 344 души (към 2018 г.).